# NGC 1412
NGC 1412 este o galaxie lenticulară situată în constelația Cuptorul. A fost descoperită în 20 noiembrie 1835 de către John Herschel. Se află la o distanță de 24 de megaparseci de Pământ.